# Agylla endoloba
Agylla endoloba là một loài bướm đêm thuộc phân họ Arctiinae, họ Erebidae.